# Tupungato (Vulkan)
Der Tupungato ist ein über 6500 m hoher, erloschener Vulkan in den Anden, an der Grenze zwischen Argentinien und Chile.

## Beschreibung
Der Tupungato gehört zur Bergkette der Zentralanden, die die Wasserscheide zwischen Atlantik und Pazifik bildet, deren höchste Berge die Grenze zwischen Argentinien und Chile demarkieren. Die Gipfelhöhe wird in Chile mit 6570 m und in Argentinien mit 6635 m angegeben. Er ist südlich des 80 km entfernt liegenden Aconcagua der höchste Andenberg.
Der Tupungato ist im Wesentlichen ein Vulkan-Dom, der sich über eine Zerstörungsebene erhebt. Er besteht größtenteils aus Andesiten und Basaltandesiten aus dem Pliozän (3,6 bis 5,3 Millionen Jahre). An seiner Spitze befindet sich ein Rhyolith-Dom, der etwa eine Million Jahre alt ist. Er hat keinen Krater und ist kein Schichtvulkan, wie von frühen Erforschern angenommen, im Gegensatz zu dem an seiner Südwestseite liegenden aktiven Vulkan Tupungatito.
Zur Herkunft des Namens gibt es verschiedene Theorien. Er könnte von Tupu-n-Catak aus dem Quechua stammen, was so viel bedeutet wie „die Dachspitze“, oder „die Bergspitze von dort oben“. Oder von Temmongacu aus einer lokalen indigenen Sprache, was so viel bedeutet wie „Aussichtspunkt für Sterne“, oder „Observatorium“.

## Historisches
Am 2. August 1947 stürzte auf der argentinischen Seite des Tupungato die Avro 691 Lancastrian der British South American Airways mit dem Namen „Star Dust“ ab und blieb über 50 Jahre verschollen (siehe Flugunfall der Star Dust). Erst am 23. Januar 2000 wurden Teile des Wracks von einer Bergsteigergruppe entdeckt.

## Flugunfall
Am 4. August 1979 wurde eine Curtiss C-46A-45-CU Commando der US-amerikanischen Aircraft Line Maintenance (Luftfahrzeugkennzeichen N8040Y) in einer Höhe von 5000 Metern gegen den dort 6570 Meter hohen Vulkan Tupungato (Chile) geflogen. Bei diesem CFIT (Controlled flight into terrain) wurden alle 5 Besatzungsmitglieder getötet, die einzigen Insassen auf dem Überführungsflug. Es handelte sich um die ehemalige LV-FSA der argentinischen Austral Líneas Aéreas, die gerade in die USA verkauft worden war. Das Wrack wurde erst 1981 bei der Suche nach einem vermissten Hubschrauber gefunden.